# Rolls-Royce Pegasus
Le Rolls-Royce Pegasus, anciennement Bristol Siddeley Pegasus, est un turboréacteur à double flux initialement conçu par Bristol Siddeley puis fabriqué par Rolls-Royce. Le moteur permet d'une part de propulser un avion de chasse vers l'avant, de manière classique, mais également de diriger sa poussée vers le bas grâce à des tuyères orientables. Les appareils légers utilisant ce moteur peuvent manœuvrer comme un hélicoptère, et surtout décoller et atterrir verticalement (ADAV). Utilisé par les États-Unis, le moteur voit sa désignation devenir F402.
Le Pegasus seul propulse toute la famille des chasseurs multirôles ADAV Harrier. Les versions américaines de l'avion devaient disposer d'un Pegasus fabriqué sous licence par Pratt & Whitney, mais finalement aucun moteur n'a été assemblé par cette société, tous les exemplaires équipant la flotte américaine étant produits depuis l'usine Rolls-Royce de Bristol, en Angleterre. Le moteur était également prévu pour équiper d'autres avions, ces derniers n'ayant toutefois pas dépassé le stade des études ou des prototypes. Parmi ceux-ci, citons par-exemple le projet allemand d'avion militaire de transport ADAV Dornier Do 31

## Développement

### Contexte
En 1957, Michel Wibault, le concepteur d'avions français eut l'idée d'utiliser une poussée orientable pour un avion à décollage vertical. Cette poussée venait de quatre compresseurs centrifuges entraînés par un turbopropulseur Bristol BE.25 Orion via des arbres et des engrenages. Leur poussée était orientée en pivotant les sorties des compresseurs,. Dans son concept BE.52, Gordon Lewis prévoyait initialement un moteur avec deux jets orientables, associés au compresseur, et avec une poussée horizontale provenant d'une tuyère classique. Le BE.52 fut construit autour d'un Bristol Siddeley Orpheus classique, qui par l'intermédiaire d'un arbre de transmission entraînait les trois premiers étages de compresseur d'un autre moteur de la maison, le Bristol BE.10 Olympus. Ces étages de compresseurs ajoutés étaient dotés d'entrées et de sorties séparées de celles de l'Orpheus. Le travail fut supervisé par le directeur technique de la société, Stanley Hooker.
La Bristol Aeroplane Company commença à travailler sur le BE.53, alors désigné « Pegasus », en 1957. Alors que le BE.52 était en une seule partie et plus léger que le système conçu par Wibault, il était toutefois toujours trop lourd et trop complexe. Dans le BE.53, les étages de l'Olympus furent rapprochés des étages de l'Orpheus, ce qui simplifia le cheminement de l'air dans le moteur tout entier et permit en plus aux étages de l'Olympus de compresser l'air pour l'Orpheus, ce qui augmenta son taux de compression.
Le moteur fut conçu à l'écart pendant un an, puis la mise au point fut grandement facilitée lorsque l'on comprit quel type d'appareil allait être propulsé avec. En mai 1957, l'équipe reçut une lettre de soutien de la part de Sydney Camm, de la société Hawker, qui souhaitait trouver un remplaçant à son avion du moment, le Hunter. Le concepteur d'avions Ralph Hooper suggéra d'employer quatre sorties orientables (comme l'avait proposé Lewis peu de temps avant), les sorties arrière devant orienter les gaz chauds issus de la chambre de combustion du moteur. Deux sorties n'étaient pas suffisantes pour fournir la poussée nécessaire pour soulever l'avion. Le livre blanc de la Défense de 1957, qui se focalisait essentiellement sur les missiles et non sur les avions pilotés – qui y étaient décrits comme « obsolètes » –, fut une mauvaise nouvelle pour l'équipe de concepteurs, car elle laissa comprendre que le gouvernement ne ferait aucun effort pour investir dans le développement d'avions de combat non-encore existants, et donc qu'aucune aide financière ne serait débloquée par le ministère de la Défense pour l'ensemble moteur/avion en cours de développement.
La suite du développement du moteur fut effectuée en parallèle avec la structure du Hawker Siddeley P.1127, qui vola pour la première fois en 1960. L'étape suivante du développement de ce moteur fut testée dans le Kestrel FGA.1, dont neuf exemplaires furent construits. Ces appareils donnèrent ensuite naissance au Harrier. La conception du moteur fut soutenue financièrement à hauteur de 75 % par le Mutual Weapons Development Programme. Verdon Smith, de Bristol Siddeley Engines Limited (BSEL), qui naquit de l'union de Bristol Engines avec Armstrong Siddeley, accepta rapidement de financer le pourcentage restant

### Tests et production
Les tests en vol et le développement ne reçurent aucun appui financier du gouvernement. Les financements pour l'avion vinrent exclusivement de la société Hawker. Les premiers exemplaires du moteur manquaient de puissance et arrivaient tout-juste à soulever l'avion hors du sol, principalement parce que entre-temps l'avion avait pris de l'embonpoint. Les premiers essais furent des essais captifs, menés avec l'avion attaché au sol par des câbles, afin d'éviter de le voir partir à la renverse au premier coup de vent. Le premier prototype du moteur (l'un des deux BE53/2 construits), fut démarré pour la première fois le 2 septembre 1959, et utilisait une soufflante à deux étages et le cœur interne de l'Orpheus 6. Bien que la soufflante fût déjà maintenue de manière convenable par le roulement qui était placé derrière elle, le modèle incorporait toujours les entretoises en avant de celle-ci. Le corps haute-pression du moteur était constitué de 7 étages de compresseur et un étage de turbine. La suite du développement du moteur fut effectuée en parallèle avec la structure du Hawker Siddeley P.1127, qui vola pour la première fois le 21 octobre 1960 avec le BE.53/3 (Pegasus 2). Le premier vol stationnaire libre fut accompli le 19 novembre 1960. La première – et difficile – transition du vol vertical vers le vol horizontal fut accomplie le 8 septembre 1961. La Royal Air Force n'était pas très enthousiasmée par l'idée de se convertir à la technologie ADAV, et elle décrivait l'ensemble du projet comme étant un « jouet pour amuser les foules ». Le premier prototype du P.1127 (le XP831) fit un atterrissage très raide au salon du Bourget de 1963. Les versions suivantes du P.1127 furent équipées du Pegasus 3, puis du Pegasus 5. Le Kestrel, qui succéda au P.1127, fut aussi équipé du Pegasus 5, qui avait été enfin débarrassé de ses entretoises frontales, et qui avait également reçu un étage de turbine haute-pression supplémentaire.
La production en série et l'amélioration constante des capacités du Pegasus furent poursuivies par Bristol Engines jusqu'en 1966, date à laquelle Rolls-Royce Ltd. racheta la compagnie. Un concept similaire, produisant une poussée de 159,69 kN avec postcombustion, le Bristol Siddeley BS.100, fut conçu pour un chasseur ADAV supersonique (le Hawker Siddeley P.1154), mais il n'entra pas en production, l'avion étant abandonné en 1965. Un dérivé sans vectorisation de poussée et fonctionnant à l'hydrogène liquide, le RB.420, fut conçu et proposé en 1970 comme réponse à un besoin de la NASA pour un moteur devant équiper la future navette spatiale, afin de la propulser pendant son vol de retour dans l'atmosphère. Finalement la NASA opta pour un retour en vol plané.
En 2012, on dénombrait 1 347 exemplaires produits du Pegasus, toutes versions confondues, et il cumulait deux millions d'heures de vol, cumulées par les Harriers de la Royal Air Force (RAF), Royal Navy, U.S. Marine Corps et les marines militaires de l'Inde, l'Italie, l'Espagne et la Thaïlande.

## Caractéristiques

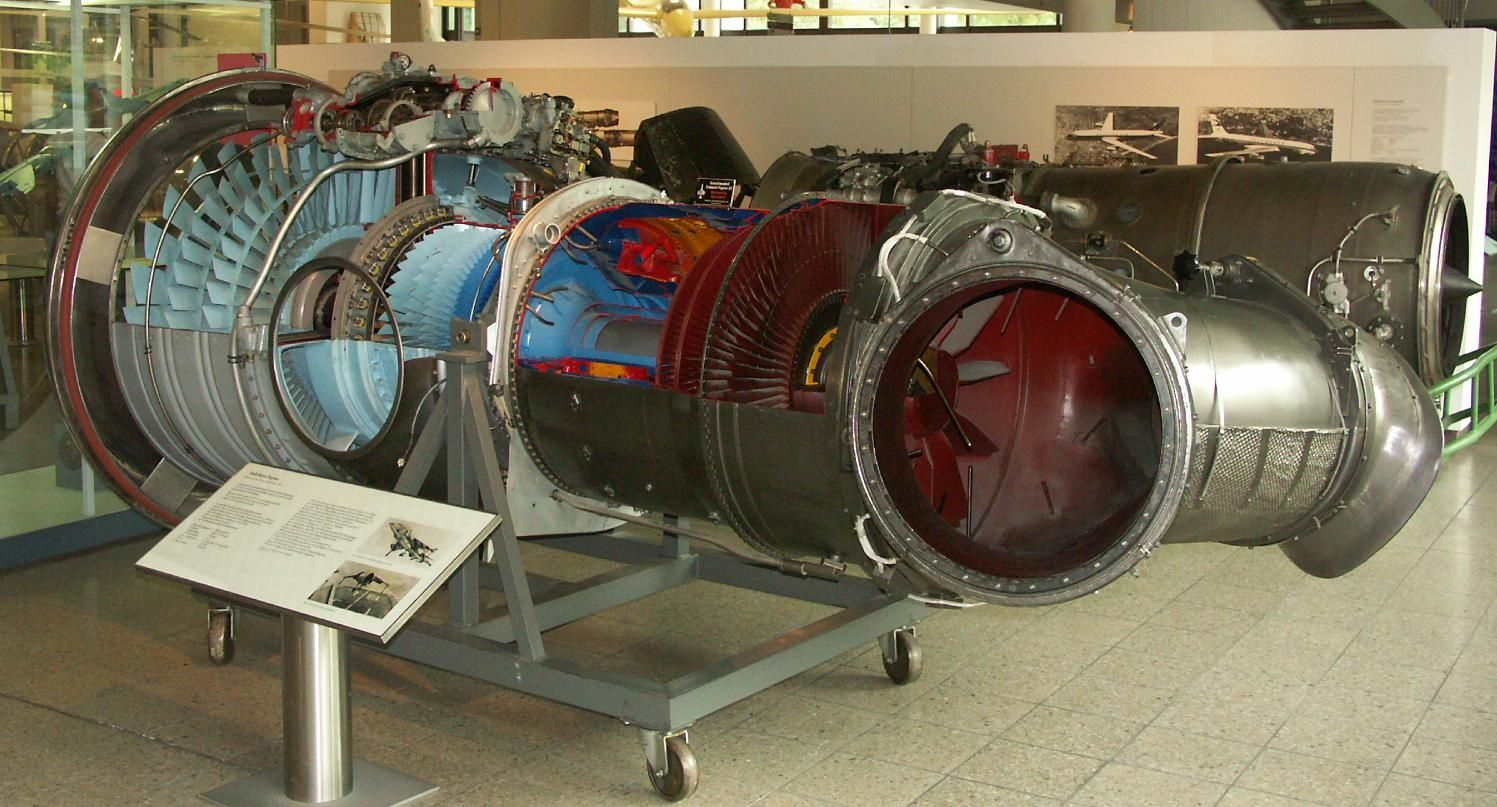
Vue en coupe d'un Rolls-Royce Pegasus. Les parties bleues indiquent l'emplacement de l'arrivée d'air (à basse pression), et le zones en rouge, le cheminement des gaz de combustion.

Le turboréacteur à double flux dirigé Pegasus est à double corps, qui dispose donc de deux arbres et deux ensembles mobiles séparés. Le corps basse-pression (BP) comprend trois étages de compresseur entraînés par deux étages de turbine (turbine BP), et se charge de la propulsion via les tuyères avant du moteur. Le corps haute-pression (HP) comprend huit étages de compresseur, également entraînés par deux étages de turbine (turbine HP), et assure la propulsion via les tuyères situées à l'arrière du moteur. Une caractéristique inhabituelle de ce moteur est que les deux ensembles tournent en direction opposée, ce qui permet de réduire les effets gyroscopiques, pouvant rendre dangereuses les manœuvres d'atterrissage à basse vitesse. Les aubes des compresseurs HP et BP sont en titane et travaillent partiellement en régime supersonique (surtout à leurs extrémités). Le débit d'air entrant dans le moteur est de 196 kg/s. Le système de vectorisation de la poussée est simple, employant quatre tuyères pivotantes, et offrant au Harrier de la poussée à la fois pour se soulever et pour avancer de manière classique, ce qui en fait un avion apte à recevoir la désignation d'ADAV.
La chambre de combustion est de type annulaire, équipée de brûleurs conçus par Armstrong Siddeley vaporisant le carburant à basse pression. Le démarrage du moteur est assuré par un groupe auxiliaire de puissance assurant également le rôle de démarreur, installé en hauteur dans le fuselage.

### Tuyères

Emplacement des quatre tuyères sur l'avion.

Les tuyères avant, faites d'acier, sont alimentées en air provenant du compresseur BP, alors que les tuyères arrière, faites en superalliages à base de nickel Nimonic, expulsent les gaz chauds (650 °C) issus de la combustion à l'intérieur du moteur. La répartition des flux est d'environ 64/40 entre les tuyères avant et arrière, celles de l'avant ayant le plus gros travail à fournir. Il était important que les quatre tuyères pivotent exactement en même-temps, ce qui fut réalisé en utilisant deux moteurs à air comprimé, alimentés en air par le compresseur HP du moteur. Afin de rendre le système théoriquement infaillible, les paires de tuyères étaient connectées entre-elles par... des chaînes de transmission de moto (!), ce qui a semble-t-il fait ses preuves. Les tuyères peuvent pivoter sur une plage de 98.5°.
Le Pegasus a également été le premier turboréacteur à double flux à posséder le premier étage de compresseur, désigné « étage zéro », en avant de son roulement avant. Cela a permis d'éliminer les supports radiaux habituels et le risque de givrage qu'ils représentaient.

### Position du moteur

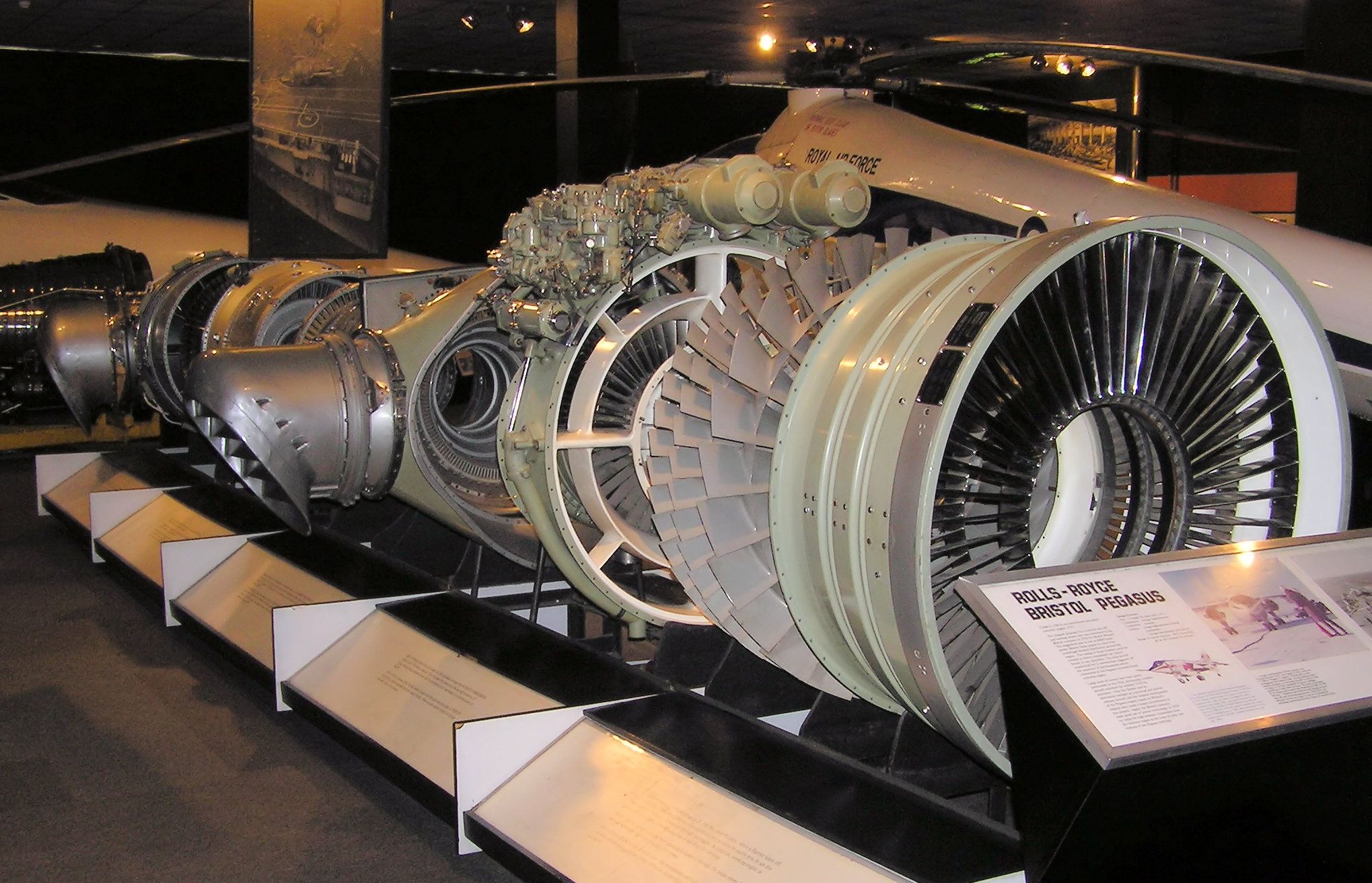
Un Pegasus, au Bristol Industrial Museum, en Angleterre.

Le moteur est installé au centre du Harrier (probablement pour des raisons de centrage des masses), ce qui signifie que pour le démonter, il faut enlever toute l'aile de l'avion, celui-ci ayant déjà préalablement été installé sur des chandelles. Le changement de moteur nécessite au minimum huit heures. Toutefois, avec les outils adaptés et un système de levage adéquat, il semblerait que cela puisse être accompli en moins d'une heure.

### Injection d'eau
La poussée maximale produite au décollage par le Pegasus est limitée par la température admissible par les turbines du moteur, en particulier lorsque l'avion décolle déjà dans un climat assez chaud. Comme cette température ne peut pas être mesurée de manière fiable, les limites d'utilisation sont déterminées par la température d'échappement aux tuyères. Afin de permettre d'augmenter la poussée du moteur pour le décollage, et donc la température à l'intérieur du moteur, de l'eau est injectée dans la chambre de combustion et les turbines, afin de faire baisser la température à un niveau acceptable.
L'eau pour le système d'injection est contenue dans un réservoir situé entre la séparation des deux tuyères arrière du moteur. Il contient 500 livres (227 kg) d'eau distillée. Le débit d'eau nécessaire au refroidissement des turbines est d'environ 159 litres/min, pour une durée maximale d'approximativement 90 secondes. Cette quantité d'eau a été jugée suffisante et idéalement appropriée au rôle opérationnel particulier de cet avion. La sélection de deux débits d'injection d'eau (en anglais : wet ratings), pour les décollages courts ou verticaux, entraîne une augmentation différente de la vitesse du moteur, et donc de sa température interne au-delà des valeurs prévues sans injection d'eau (en anglais : dry ratings). Lorsque le réservoir d'eau est vidé de son contenu, les limites de poussée retombent au niveau « sec », et l'avion voit sa puissance baisser pour revenir à un niveau normal. Afin de maintenir en permanence le pilote informé du niveau d'eau restant dans le réservoir, il est averti par un voyant dans le cockpit.

## Versions
- Pegasus 2 : Moteur également connu sous la désignation de BE53-3, il a été utilisé par le Hawker Siddeley P.1127. Il produisait 51 kN de poussée ;
- Pegasus 3 : Ce moteur a été utilisé par les prototypes P.1127. 60 kN de poussée ;
- Pegasus 5 : Moteur également connu sous la désignation de BS53-3 (Bristol-Siddeley 53-3), il a été utilisé par l'avion d'évaluation Hawker Siddeley Kestrel. Il produisait 67 kN de poussée ;
- Pegasus 6 (Mk.101) : Ce moteur a équipé les premiers Harriers. Son premier vol eut lieu en 1966, et il entra en service en 1969. Il produisait 85 kN de poussée ;
- Pegasus 10 (Mk.102) : Ce moteur a permis d'améliorer les premiers Harriers, grâce à une puissance accrue. Entré en service en 1971, il a aussi équipé l'AV-8A. Il produisait 91 kN de poussée ;
- Pegasus 11 (Mk.103) : Le Pegasus 11 a propulsé les Harriers de première génération, le Harrier GR.3 de la RAF, l'AV-8A de l'US Marine Corps, puis plus tard le Sea Harrier de la Royal Navy. Entré en service en 1974, il produisait 93 kN de poussée ;
- Pegasus 14 (Mk.104) : Version navalisée du Pegasus 11 pour le Sea Harrier. Il est identique au Pegasus 11, mais dispose d'éléments et de carénages résistants à la corrosion marine ;
- Pegasus 11-21 (Mk.105) : Le 11-21 a été développé pour la seconde génération de Harriers, le McDonnell Douglas AV-8B Harrier II et le Bae Harrier II. Le modèle d'origine produisait 2,0 kN de poussée supplémentaire. Les Harriers de la RAF sont entrés en service avec le Pegasus 11-21 Mk.105, les AV-8B avec le F402-RR-406. En fonction des contraintes de temps et de l'utilisation faite de l'injection d'eau, les poussées produites au niveau de la mer varient entre 64,3 kN (maxi continu à 91 % du régime maximal du moteur), et 95,9 kN (15 s maxi d'utilisation à un régime de 107 %)[14] ;
- Pegasus 11-21 (Mk.106) : L'évolution Mk.106 a été conçue pour l'évolution FA.2 du Sea Harrier, et génère une poussée de 96,7 kN ;
- Pegasus 11-61 (Mk.107)  : Le 11-61, aussi connu sous la désignation de -408, est la dernière et la plus puissante des versions du Pegasus, avec une valeur maximale de 106 kN de poussée[15]. Cela équivaut à 15 % de poussée supplémentaire en conditions climatiques chaudes, permettant aux Harriers ainsi équipés de pouvoir revenir à leur porte-avions sans avoir à se débarrasser de leurs armes non-utilisées. Associée avec des coûts de maintenance réduits, cette particularité diminue le coût total d'exploitation opérationnelle de ce moteur. Cette dernière version du Pegasus a également permis la création d'une version à radar très efficace du Harrier, l'AV-8B+. Cette version combine les avantages d'opérations ADAV diurnes et nocturnes avec un système radar avancé et des missiles de type BVR (Beyond Visual Range en anglais, au-delà de la portée visuelle). La RAF et la Royal Navy sont en cours de mise à jour de leurs flottes de Harrier GR.7 vers des Harrier GR.9. Initialement, cela devait être effectué via le programme JUMP (Joint Upgrade and Maintenance Programme), puis par le contrat HPAC (Harrier Platform Availability Contract). Tous les GR.7 devaient passer au standard GR.9 vers avril 2010. Une partie de ce processus concernait le passage du moteur Mk.105 au Mk.107. Ces avions sont désormais désignés respectivement GR.7A et GR.9A.

## Applications

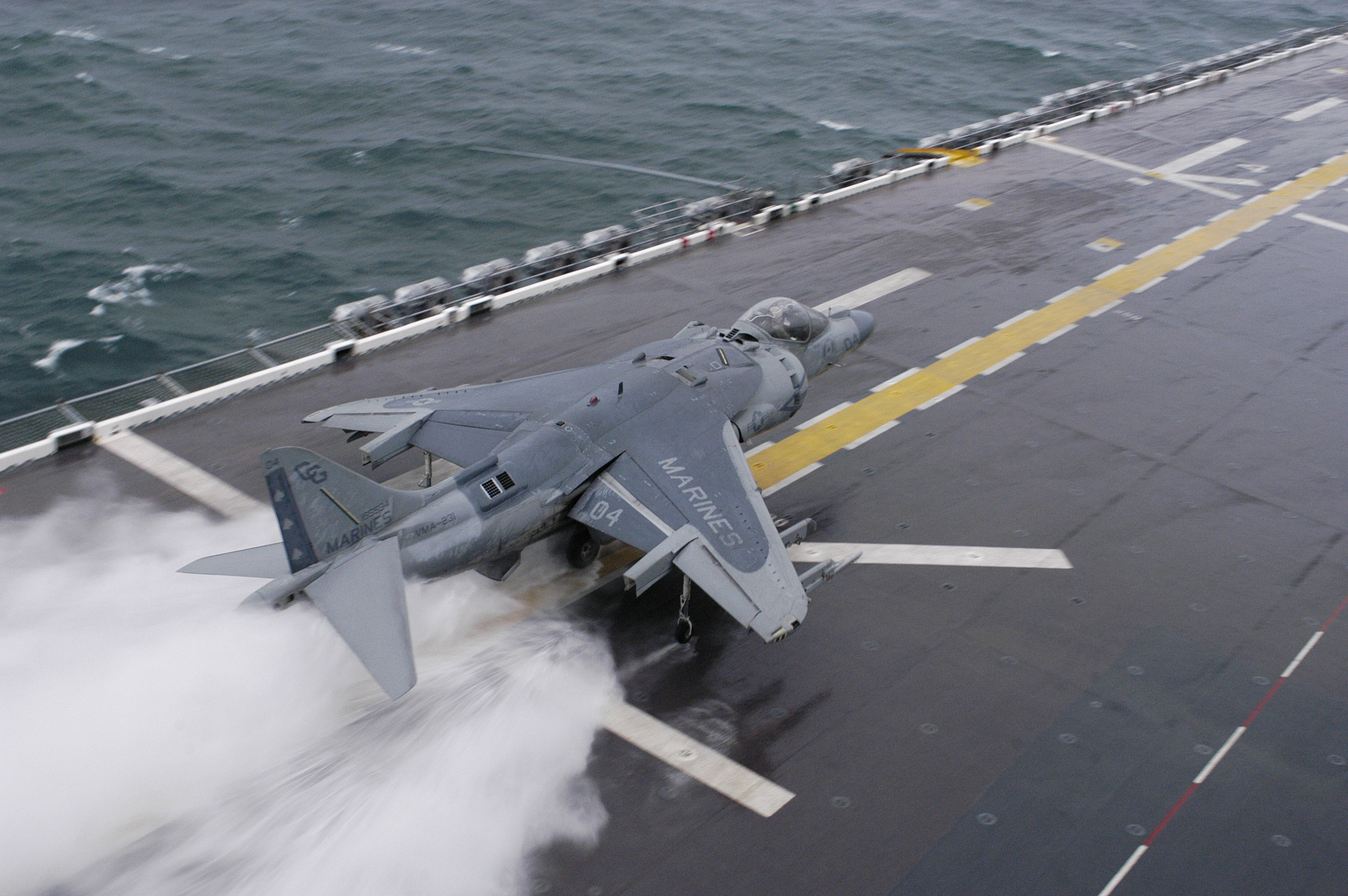
Un Harrier de lUS Marine Corps effectue un décollage court sur un pont d'envol trempé.

- Hawker Siddeley P.1127
- Hawker Siddeley Kestrel FGA.1
- Hawker Siddeley Harrier
- BAE Sea Harrier
- AV-8B Harrier II
- BAE Harrier II
- Dornier Do 31

Application prévue
- Armstrong Whitworth AW.681

## Moteurs en exposition
Des Pegasus sont visibles dans les musées suivants :
- Imperial War Museum Duxford, Duxford, Angleterre ;
- Royal Air Force Museum London, Londres, Royaume-Uni ;
- Science Museum, Londres, Royaume-Uni ;
- Naval Air Station de Pensacola, en Floride ;
- Naval Aviation Museum, Goa, Inde ;
- Deutsches Museum, Munich, Allemagne.

### Vidéos
- (en) [vidéo] « Brits Who Made The Modern World », sur YouTube
- (en) [vidéo] « The Harrier Jump Jet », sur YouTube